# Blauflügel-Waldsänger

Verbreitungsgebiet der
Brutgebiete
Überwinterungsgebiete

Der Blauflügel-Waldsänger (Vermivora cyanoptera, Syn.: Vermivora pinus) ist ein kleiner Vogel in der Familie der Waldsänger (Parulidae).
Das Gefieder ist bei dem Männchen auf der Oberseite gelb bis olivgrün und auf der Unterseite gelb. Auf den blaugrauen bis grauen Flügeldecken befinden sich zwei weiße Flügelstäbe. Über dem Auge befindet sich ein kurzer schwarzer Streifen. Weibchen haben insgesamt ein stumpferes Federkleid als die Männchen.
Überwiegend ernähren sich Blauflügel-Waldsänger von Insekten.
Blauflügel-Waldsänger legen ihre schalenförmige Nester nahe am Boden in einem Busch oder direkt auf den Boden an. In das Nest legt das Weibchen vier bis sieben Eier.
Die Brutgebiete befinden sich im östlichen Nordamerika und im Süden von Ontario. Im Winter zieht er nach Südamerika und kommt auch als seltener Gast in Westeuropa wie Irland vor.